# 크립토코쿠스 네오포르만스
크립토코쿠스 네오포르만스(Cryptococcus neoformans)는 흰목이강에 속하는 협막성 담자균류 효모이며 식물과 동물 모두에서 살 수 있는 절대호기성이다.

## 같이 보기
- 효모
- 세균협막